# Фосфор
| 15       | Фосфор |
| P30,9738 |        |
| 3s23p3   |        |

Фо́сфор (химический символ — P, от др.-греч. φῶς — свет и φέρω — несу, φωσφόρος — светоносный; также от лат. Phosphorus) — химический элемент 15-й группы (по короткопериодной классификации — главной подгруппы пятой группы, VA) третьего периода периодической системы химических элементов Д. И. Менделеева с атомным номером 15.
Фосфор — один из распространённых элементов земной коры: его содержание составляет 0,08—0,09 % её массы. Концентрация в морской воде 0,07 мг/л. В свободном состоянии не встречается из-за высокой химической активности. Образует около 190 минералов, важнейшими из которых являются апатит Ca5(PO4)3 (F,Cl,OH), фосфорит (Сa3(PO4)2) и другие. Фосфор входит в состав всех важнейших биологически важных соединений — фосфолипидов (являющихся основой биомембран), гидроксиапатита (основа костной ткани и зубов), содержится в животных тканях, входит в состав белков (казеин) и других важнейших органических соединений (АТФ, ДНК), является элементом жизни.

## История

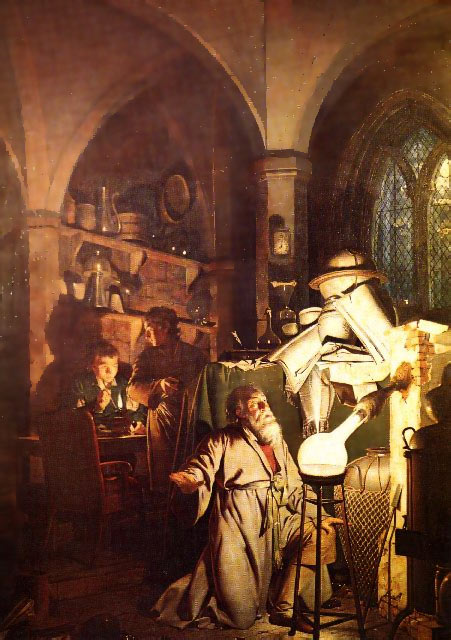
Картина Джозефа Райта «Алхимик, открывающий фосфор» (1771 год), предположительно описывающая открытие фосфора Хеннигом Брандом.

Фосфор открыт гамбургским алхимиком Хеннигом Брандом в 1669 году. Подобно другим алхимикам, Бранд пытался отыскать философский камень. Он сфокусировался на опытах с человеческой мочой, так как полагал, что она, обладая золотистым цветом, может содержать золото или нечто нужное для его добычи. Первоначально его способ заключался в том, что сначала моча отстаивалась в течение нескольких дней, пока не начнёт испускать зловоние (из-за распада белков), а затем кипятилась до клейкого состояния. Нагревая эту пасту до высоких температур и доводя до появления пузырьков, он надеялся, что, сконденсировавшись, они будут содержать золото. После нескольких часов интенсивных кипячений смеси белого песка и выпаренной мочи получились крупицы белого воскоподобного вещества, которое очень ярко горело и к тому же мерцало в темноте. Бранд назвал это вещество сначала «холодным огнём», а затем phosphorus mirabilis (лат. «чудотворный носитель света»). В древнегреческой мифологии имя Фосфор (или Эосфор, др.-греч. Φωσφόρος) носил страж Утренней звезды.
Открытие фосфора Брандом стало первым открытием химического элемента со времён античности, но существуют данные, что фосфор умели получать ещё арабские алхимики в XII в. Несколько позже фосфор был получен другим немецким химиком — Иоганном Кункелем. Независимо от Бранда и Кункеля фосфор был получен Р. Бойлем, описавшим его в статье «Способ приготовления фосфора из человеческой мочи», датированной 14 октября 1680 года и опубликованной в 1693 году.
Более усовершенствованный способ получения фосфора был опубликован в 1743 году Андреасом Маргграфом, а чуть позже Лавуазье доказал достоверное отношение фосфора к простым веществам.
Аморфную аллотропную модификацию фосфора — красный фосфор Pn — выделил, нагревая белый фосфор без доступа воздуха, А. Шрёттер в середине XIX в. В 1865 году Гитторф охлаждением красного фосфора в расплавленном свинце получил, как полагали, новую кристаллическую модификацию, которую назвали фиолетовой. Эта модификация была построена из группировок P8 и P9, связанных мостиковыми атомами фосфора в трубки. Однако в настоящее время считается, что фиолетовый фосфор — это крупнокристаллическая модификация красного.

## Физические свойства
Элементарный фосфор при нормальных условиях существует в виде нескольких устойчивых аллотропных модификаций. Все существующие аллотропные модификации фосфора пока (2021 г.) до конца не изучены. Традиционно различают три его модификации: белый, красный, чёрный. Иногда их ещё называют главными аллотропными модификациями, подразумевая при этом, что все остальные описываемые модификации являются смесью этих трёх. При стандартных условиях устойчивы только две аллотропические модификации фосфора, например, белый фосфор термодинамически неустойчив (квазистационарное состояние) и переходит со временем при нормальных условиях в красный фосфор. Все модификации различаются по цвету, плотности и другим физическим и химическим характеристикам, особенно по химической активности. При переходе состояния вещества в более термодинамически устойчивую модификацию снижается химическая активность, например, при последовательном превращении белого фосфора в красный, потом красного в чёрный.

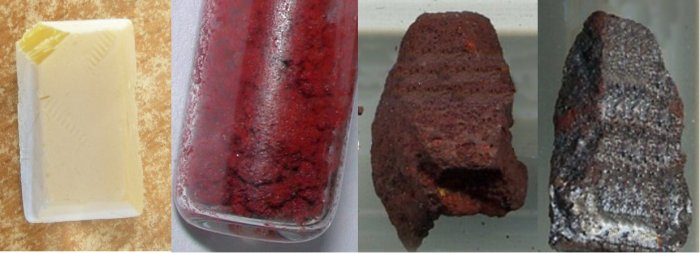

### Белый фосфор
Белый фосфор представляет собой белое вещество (из-за примесей может иметь желтоватый оттенок). По внешнему виду он очень похож на очищенный воск или парафин, легко режется ножом и деформируется от небольших усилий.

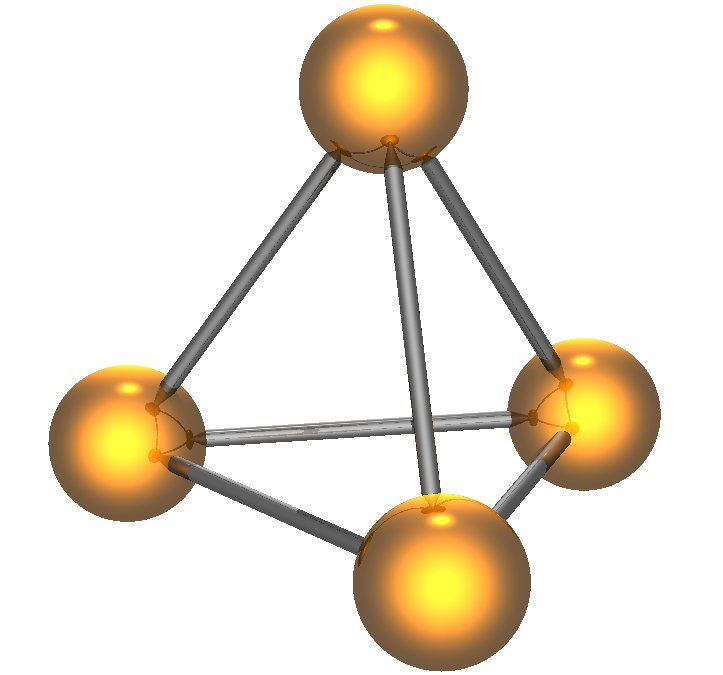
Молекула белого фосфора

Белый фосфор имеет молекулярную кристаллическую решётку, формула молекулы белого фосфора — P4, причём атомы расположены в вершинах тетраэдра. Отливаемый в инертной атмосфере в виде палочек (слитков), он сохраняется в отсутствие воздуха под слоем очищенной воды или в специальных инертных средах.
Плохо растворяется в воде, но легкорастворим в органических растворителях. Растворимостью белого фосфора в сероуглероде пользуются для промышленной очистки его от примесей. Плотность белого фосфора из всех его модификаций наименьшая и составляет около 1823 кг/м³. Плавится белый фосфор при 44,1 °C. В парообразном состоянии происходит диссоциация молекул фосфора.
Химически белый фосфор чрезвычайно активен. Например, он медленно окисляется кислородом воздуха уже при комнатной температуре и светится (бледно-зелёное свечение). Явление такого рода свечения вследствие химических реакций окисления называется хемилюминесценцией (иногда ошибочно фосфоресценцией). При взаимодействии с кислородом белый фосфор горит даже под водой.
Белый фосфор не только активен химически, но и весьма ядовит: смертельная доза белого фосфора для взрослого человека составляет 0,05—0,15 г, а при хроническом отравлении поражает кости, например, вызывает омертвение челюстей. При контакте с кожей легко самовоспламеняется, вызывая серьёзные ожоги.
Под действием света, при нагревании до не очень высоких температур в безвоздушной среде, а также под действием ионизирующего излучения белый фосфор превращается в красный фосфор.

### Жёлтый фосфор
Неочищенный белый фосфор обычно называют «жёлтый фосфор». Сильно ядовитое (ПДК в атмосферном воздухе 0,0005 мг/м³), огнеопасное кристаллическое вещество от светло-жёлтого до тёмно-бурого цвета. Плотность 1,83 г/см³, плавится при 43,1 °C, кипит при +280 °C. В воде не растворяется, на воздухе легко окисляется и самовоспламеняется. Горит ослепительным светло-жёлтым пламенем с выделением густого белого дыма — мелких частичек декаоксида тетрафосфора P4O10.
Так как фосфор реагирует с водой лишь при температуре свыше 500 °C, то для тушения фосфора используют воду в больших количествах (для снижения температуры очага возгорания и перевода фосфора в твёрдое состояние) или раствор сульфата меди (медного купороса), после гашения фосфор засыпают влажным песком. Для предохранения от самовозгорания жёлтый фосфор хранится и перевозится под слоем воды (или водного раствора хлорида кальция).

### Красный фосфор

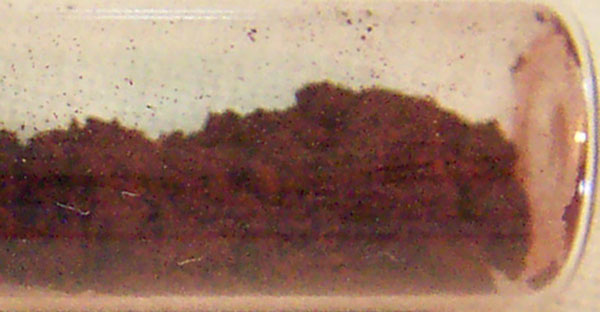
Красный фосфор

Красный фосфор — это более термодинамически устойчивая модификация элементарного фосфора. Впервые он был получен в 1847 году в Швеции австрийским химиком А. Шрётером при нагревании белого фосфора при 500 °С в атмосфере угарного газа (СО) в запаянной стеклянной ампуле.
Красный фосфор имеет формулу Рn и представляет собой полимер со сложным строением. В зависимости от способа получения и степени дробления, красный фосфор имеет оттенки от пурпурно-красного до фиолетового, а в литом состоянии — тёмно-фиолетовый с медным оттенком, имеет металлический блеск. Химическая активность красного фосфора значительно меньше, чем у белого; ему присуща исключительно малая растворимость. Растворить красный фосфор возможно лишь в некоторых расплавленных металлах (свинец и висмут), чем иногда пользуются для получения крупных его кристаллов. Так, например, немецкий физико-химик И. В. Гитторф в 1865 году впервые получил прекрасно построенные, но небольшие по размеру кристаллы (фосфор Гитторфа). Красный фосфор на воздухе не самовоспламеняется, вплоть до температуры 240—250 °С (при переходе в белую форму во время возгонки), но самовоспламеняется при трении или ударе, у него полностью отсутствует явление хемилюминесценции. Нерастворим в воде, а также в бензоле, сероуглероде и других веществах, растворим в трибромиде фосфора. При температуре возгонки красный фосфор превращается в пар, при охлаждении которого образуется в основном белый фосфор.
Ядовитость его в тысячи раз меньше, чем у белого, поэтому он применяется гораздо шире, например, в производстве спичек (составом, в который входит красный фосфор, покрыта тёрочная поверхность спичечных коробков). Плотность красного фосфора также выше, и достигает 2400 кг/м³ в литом виде. При хранении на воздухе красный фосфор в присутствии влаги постепенно окисляется, образуя гигроскопичный оксид, поглощает воду и отсыревает («отмокает»), образуя вязкую фосфорную кислоту; поэтому его хранят в герметичной таре. При «отмокании» — промывают водой от остатков фосфорных кислот, высушивают и используют по назначению.

### Чёрный фосфор
Чёрный фосфор — это наиболее устойчивая термодинамически и химически наименее активная форма элементарного фосфора. Впервые чёрный фосфор был получен в 1914 году американским физиком П. У. Бриджменом из белого фосфора в виде чёрных блестящих кристаллов, имеющих высокую (2690 кг/м³) плотность. Для проведения синтеза чёрного фосфора Бриджмен применил давление в 2⋅109 Па (20 тысяч атмосфер) и температуру около 200 °С. Начало быстрого перехода лежит в области 13 000 атмосфер и температуре около 230 °С.
Чёрный фосфор представляет собой чёрное вещество с металлическим блеском, жирное на ощупь и весьма похожее на графит, и с полностью отсутствующей растворимостью в воде или органических растворителях. Поджечь чёрный фосфор можно, только предварительно сильно раскалив в атмосфере чистого кислорода до 400 °С. Чёрный фосфор проводит электрический ток и имеет свойства полупроводника. Температура плавления чёрного фосфора 1000 °С под давлением 1,8⋅106 Па.

## Химические свойства
Химическая активность фосфора значительно выше, чем у азота. При этом тенденция к образованию кратных связей у фосфора выражена слабее, чем у азота. Это объясняется тем, что две одинарные связи (δ + δ) имеют большую энергию, чем одна двойная (δ + π), а три одинарные (δ + δ + δ) — большую, чем одна тройная (δ + π + π). Поэтому фосфор не образует соответствующие аналоги соединений и ионов азота с кратными связями (N2, NO, N3−, N2+). Особенностью фосфора, с другой стороны, является способность образовывать цепочечные и кластерные структуры. Химические свойства фосфора во многом определяются его аллотропной модификацией. Белый фосфор очень активен, в процессе перехода к красному и чёрному фосфору химическая активность снижается. Белый фосфор в воздухе при окислении кислородом воздуха при комнатной температуре излучает видимый свет, свечение обусловлено фотоэмиссионной реакцией окисления фосфора.
В жидком и растворённом состоянии, а также в парах до 800 °С фосфор состоит из молекул {\displaystyle {\ce {P4}}}. При нагревании выше 800 °С молекулы диссоциируют:
{\displaystyle {\ce {P4 -> 2 P2}}}.
При температуре выше 2000 °С молекулы распадаются на атомы.

### Взаимодействие с простыми веществами
Фосфор легко окисляется кислородом:
{\displaystyle {\ce {4 P + 5 O2 -> 2 P2O5}}} (с избытком кислорода),
{\displaystyle {\ce {4 P + 3 O2 -> 2 P2O3}}} (при медленном окислении или при недостатке кислорода).
Взаимодействует со многими простыми веществами — галогенами, серой, некоторыми металлами, проявляя окислительные и восстановительные свойства:
с металлами — окислитель, образует фосфиды:
{\displaystyle {\ce {2 P + 3 Ca -> Ca3P2}}}.
фосфиды разлагаются водой и кислотами с образованием фосфина.
C неметаллами — восстановитель:
{\displaystyle {\ce {4 P + 3 S -> P4S3}}},
{\displaystyle {\ce {2 P + 5 Cl2 -> 2 PCl5}}}.
С водородом фосфор практически не соединяется. Однако вода разлагает некоторые фосфиды по реакции, например:
{\displaystyle {\ce {Ca3P2 + 6 H2O -> 2 PH3 ^ + 3 Ca(OH)2}}}
может быть получен аналогичный аммиаку фосфористый водород (фосфин) — {\displaystyle {\ce {PH3}}}.

### Взаимодействие с водой
Взаимодействует с водяным паром при температуре выше 500 °С, протекает реакция диспропорционирования с образованием фосфина и фосфорной кислоты:
{\displaystyle {\ce {8 P + 12 H2O -> 5 PH3 ^ + 3 H3PO4}}}.
Реакция взаимодействия красного фосфора и воды с образованием ортофосфорной кислоты и водорода. Реакция протекает при температуре 700—900 °C. Катализатором могут выступать: платина, медь, титан, цирконий :
{\displaystyle {\ce {2 P + 8 H2O ->[700-900^oC, kat] 2 H3PO4 + 5 H2 ^}}}.

### Взаимодействие с щелочами
В холодных концентрированных растворах щелочей также медленно протекает реакция диспропорционирования с образованием фосфина:
{\displaystyle {\ce {4 P + 3 KOH + 3 H2O ->[\tau] PH3 ^ + 3 KH2PO2}}}.

### Восстановительные свойства
Сильные окислители превращают фосфор в фосфорную кислоту:
{\displaystyle {\ce {3 P + 5 HNO3 + 2 H2O -> 3 H3PO4 + 5NO ^}}},
{\displaystyle {\ce {2 P + 5 H2SO4 -> 2 H3PO4 + 5 SO2 ^ + 2 H2O}}}.
Реакция окисления фосфора происходит при поджигании спичек, в качестве окислителя выступает бертолетова соль:
{\displaystyle {\ce {6 P + 5 KClO3 -> 5 KCl + 3 P2O5}}}
{\displaystyle {\ce {2 P + KClO3 -> KCl + P2O3}}}.

## Получение
Фосфор получают из апатитов или фосфоритов в результате взаимодействия с коксом и кремнезёмом при температуре около 1600 °С:
{\displaystyle {\ce {2 Ca3(PO4)2 + 10 C + 6 SiO2 -> P4 + 10 CO + 6 CaSiO3}}},
или:
{\displaystyle {\ce {Ca3(PO4)2 + 3 SiO2 + 5 C -> 3 CaSiO3 + 5 CO + 2 P}}}.
Образующиеся пары фосфора конденсируются в приёмнике под слоем воды в аллотропическую модификацию в виде белого фосфора. Вместо фосфоритов для получения элементарного фосфора можно восстанавливать углём и другие неорганические соединения фосфора, например, в том числе, метафосфорную кислоту:
{\displaystyle {\ce {4 HPO3 + 10 C -> P4 + 2 H2O + 10 CO}}}.

## Изотопы
Известно более 20 изотопов фосфора (с массовым числом от 24 до 47). Природный изотоп 31P стабилен. Из радиоактивных изотопов наиболее долгоживущие: 30P (T1/2 = 2,5 мин), 32P (T1/2 = 14,26 суток) и 33P (T1/2 = 25,34 суток).

## Применение
Фосфор является важнейшим биогенным элементом и в то же время находит очень широкое применение в промышленности. Красный фосфор применяют в производстве спичек. Его вместе с тонко измельчённым стеклом и клеем наносят на боковую поверхность коробки. При трении спичечной головки, в состав которой входят хлорат калия и сера, происходит воспламенение.

### Элементарный фосфор
Пожалуй, первое свойство фосфора, которое человек поставил себе на службу, — это горючесть. Горючесть фосфора очень велика и зависит от аллотропической модификации.
Наиболее активен химически, ядовит и горюч белый («жёлтый») фосфор, потому он очень часто применяется (в зажигательных бомбах и пр.).
Красный фосфор — основная модификация, производимая и потребляемая промышленностью. Он с 1830 г. применяется в производстве спичек, взрывчатых веществ, зажигательных составов, различных видов топлива, а также противозадирных смазочных материалов, в качестве газопоглотителя в производстве ламп накаливания.

### Соединения фосфора
Фосфор (в виде фосфатов) — один из трёх важнейших биогенных элементов, участвует в синтезе АТФ. После окончания Второй мировой войны значительная часть производимой фосфорной кислоты идёт на получение фосфорных удобрений — суперфосфата, преципитата, аммофоски и др.

### Соединения фосфора в промышленности
Фосфаты широко используются:
- в качестве комплексообразователей (средства для умягчения воды),
- в составе пассиваторов поверхности металлов (защита от коррозии, например, так называемый состав «мажеф»).

### Фосфатные связующие
Способность фосфатов формировать прочную трёхмерную полимерную сетку используется для изготовления фосфатных и алюмофосфатных связок.

## Биологическая роль соединений фосфора
Фосфор присутствует в живых клетках в виде орто- и пирофосфорной кислот, входит в состав нуклеотидов, нуклеиновых кислот, фосфопротеидов, фосфолипидов, коферментов, ферментов. Кости человека состоят из гидроксилапатита 3Са3(РО4)2·Ca(OH)2, составляющего также основу и зубной эмали. Основную роль в превращениях соединений фосфора в организме человека и животных играет печень. Обмен фосфорных соединений регулируется гормонами и витамином D. При недостатке фосфора в организме развиваются различные заболевания костей.
Суточная потребность в фосфоре составляет:
- для взрослых 1,0—2,0 г;
- для беременных и кормящих женщин 3—3,8 г;
- для детей и подростков 1,5—2,5 г.

При больших физических нагрузках потребность в фосфоре возрастает в 1,5—2 раза.
Усвоение происходит эффективнее при приёме фосфора вместе с кальцием в соотношении 3:2 (P:Ca).
Некоторые источники:
| Продукт                                 | Содержание, мг/100 г |
| --------------------------------------- | -------------------- |
| Очищенное конопляное семя               | 1650                 |
| Семена тыквы (ядра)                     | 1233                 |
| Семена подсолнечника (ядра) поджаренные | 1158                 |
| Семена мака                             | 870                  |
| Горчичный порошок                       | 828                  |
| Кунжут (очищенный)                      | 774                  |
| Семена дыни (ядра)                      | 755                  |
| Какао-порошок                           | 734                  |
| Твёрдый пармезан                        | 694                  |
| Семена подсолнечника (ядра) сушёные     | 660                  |
| Сафлора семена (ядра)                   | 644                  |
| Семена льна                             | 642                  |
| Семена лотоса                           | 626                  |
| Сыр швейцарский нежирный                | 605                  |
| Кешью сырые                             | 593                  |
| Орехи пили                              | 575                  |
| Амарантовая крупа                       | 557                  |
| Сыр гауда                               | 546                  |
| Овёс                                    | 523                  |
| Грецкий орех чёрный                     | 513                  |
| Печень говяжья тушёная                  | 497                  |
| Фисташки сырые                          | 490                  |
| Миндаль                                 | 481                  |
| Киноа                                   | 457                  |
| Люпин, семена                           | 440                  |
| Карп                                    | 415                  |
| Фасоль                                  | 407                  |
| Арахис                                  | 397                  |
| Сыр рокфор                              | 392                  |
| Мука из цельного зерна                  | 357                  |
| Печень куриная                          | 297                  |
| Вырезка свиная                          | 286                  |
| Желтоперый тунец                        | 278                  |
| Сгущённое молоко                        | 253                  |
| Яйцо                                    | 198                  |
| Говядина                                | 188                  |
| Курятина                                | 178                  |

### Токсикология элементарного фосфора
Красный фосфор практически неядовит (ядовитость ему придают примеси белого фосфора). Пыль красного фосфора, попадая в лёгкие, вызывает пневмонию при хроническом действии.
Белый фосфор очень ядовит, растворим в липидах. Летальная доза белого фосфора для человека (в зависимости от его веса) — 15—150 мг. Попадая на кожу, белый фосфор даёт тяжёлые ожоги, а также может проникать в организм через поражения кожи, вызывая сильное отравление.
Острые отравления белым фосфором проявляются жжением во рту и желудке, головной болью, слабостью, рвотой. Через 2—3 суток развивается желтуха. Для хронических форм характерны нарушение кальциевого обмена, поражение сердечно-сосудистой и нервной систем. Первая помощь при остром отравлении — промывание желудка, слабительное, очистительные клизмы, внутривенно растворы глюкозы. При ожогах кожи обработать поражённые участки растворами медного купороса или соды.
ПДК паров жёлтого фосфора в воздухе производственных помещений — 0,03 мг/м³, временно допустимая концентрация в атмосферном воздухе — 0,0005 мг/м³, ПДК в питьевой воде — 0,0001 мг/дм³ .

### Токсикология соединений фосфора
Некоторые соединения фосфора (фосфин) очень ядовиты. Ввиду высокой (ЛД50 15—100 мг/кг) и чрезвычайно высокой (<15 мг/кг) ядовитости большинство фосфорорганических соединений (ФОС) используются в качестве пестицидов (инсектициды, акарициды, зооциды и т. д.) или боевых отравляющих веществ. Примером боевых отравляющих веществ являются зарин, зоман, табун, новичок, V-газы.
ФОС проявляют свойства веществ нервно-паралитического действия. Ядовитость фосфорорганических соединений обусловлена ингибированием фермента ацетилхолинэстеразы, вследствие чего развивается головная боль, тошнота, головокружение, сужение зрачков (миоз), затруднение дыхания (одышка), возникает слюнотечение, понижается артериальное давление, возникают конвульсии, проявляется паралитическое воздействие, кома, и как следствие может быстро возникнуть летальный исход. Эффективным антидотом при отравлении ФОС является атропин.

## Опасность для здоровья
Рейтинг NFPA 704:
Фосфор жёлтый элементарный относится к 1-му классу опасности.